# Deviatkino (métro de Saint-Pétersbourg)
Deviatkino (en russe : Девя́ткино) est la station terminus nord de la ligne 1 du Métro de Saint-Pétersbourg. Elle est située sur le territoire de la ville de Mourino dans le raïon de Vsevolojsk, sur l'oblast de Léningrad, à l'extérieur du territoire administratif de la ville de Saint-Pétersbourg en Russie.
Mise en service en 1978, elle permet des correspondances avec la gare de Deviatkino desservie par les trains circulants sur la ligne de Saint-Pétersbourg à Khiïtola (ru).

## Situation sur le réseau

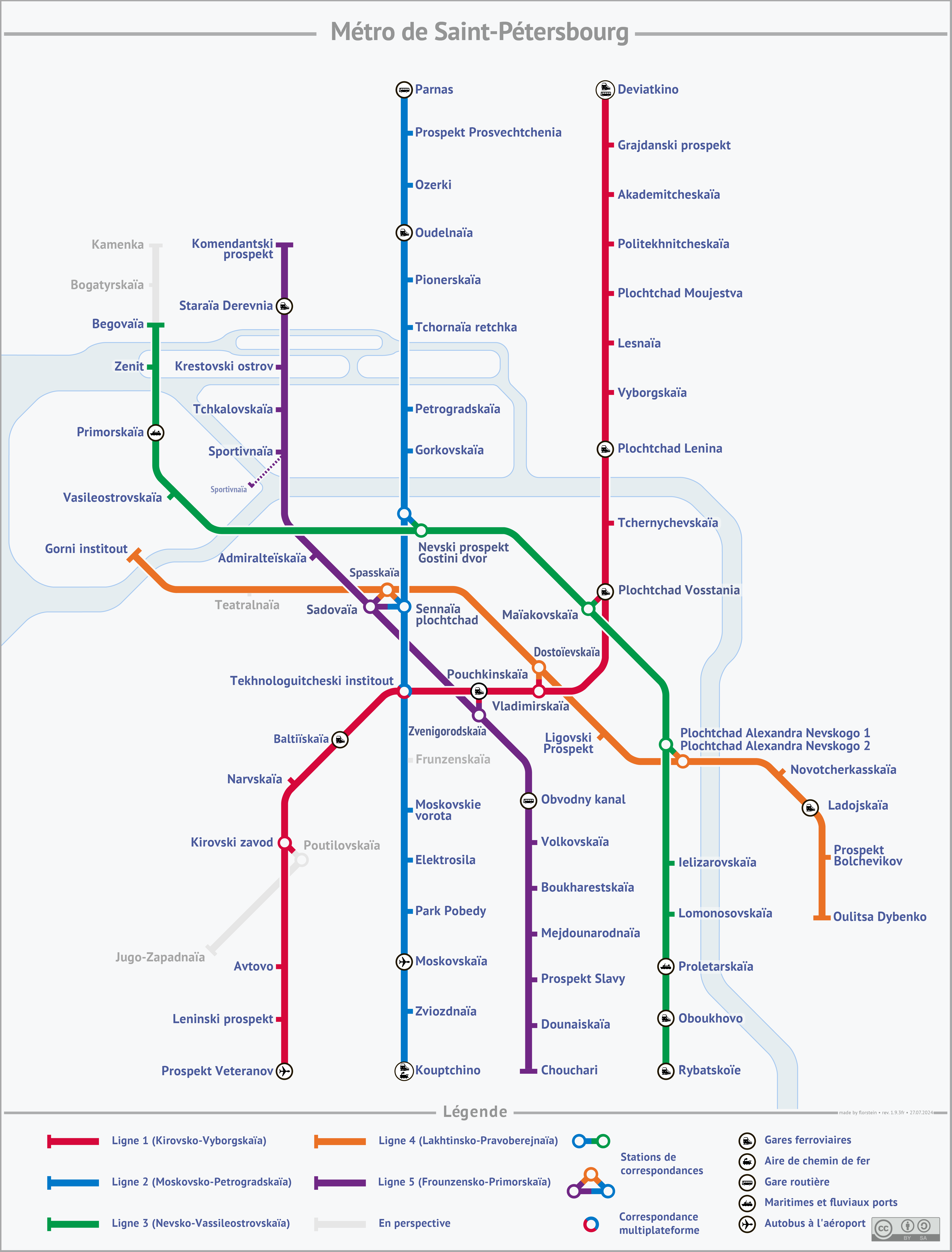
Plan du métro.

Établie en surface, Deviatkino est la station terminus nord de la ligne 1, du métro de Saint-Pétersbourg. Elle est située avant la station Grajdanski prospekt, en direction du terminus sud Prospekt Veteranov.
La station, située dans un bâtiment couvert, dispose des deux voies de la ligne encadrées par deux quais latéraux. Le bâtiment est encadré par les voies et quais de la gare de Deviatkino,. 

## Histoire
La station alors dénommée Komsomolskaïa, en hommage aux 60 ans du Komsomol, est mise en service le 29 décembre 1978 lors de l'ouverture à l'exploitation du prolongement de la ligne depuis Akademitcheskaïa. Lors de sa création, l'arrière des quais est constitué de vitrages panoramiques décoratifs du sol au plafond, ce qui en faisait une station très lumineuse.
En 1991, elle est renommée Deviatkino comme la gare ferroviaire attenante. En 2009, les vitrages sont démontés pour être remplacés par des murs en briques avec un revêtement en calcaire clair.

## Services aux voyageurs

### Accès et accueil
Située en surface dans un bâtiment couvert, la station dispose de deux quai latéraux en correspondance directe avec deux quais latéraux de la gare ferroviaire. Deux passages souterrains piétonniers disposent de bouches dans les rues parallèles aux voies.

Installations et desserte
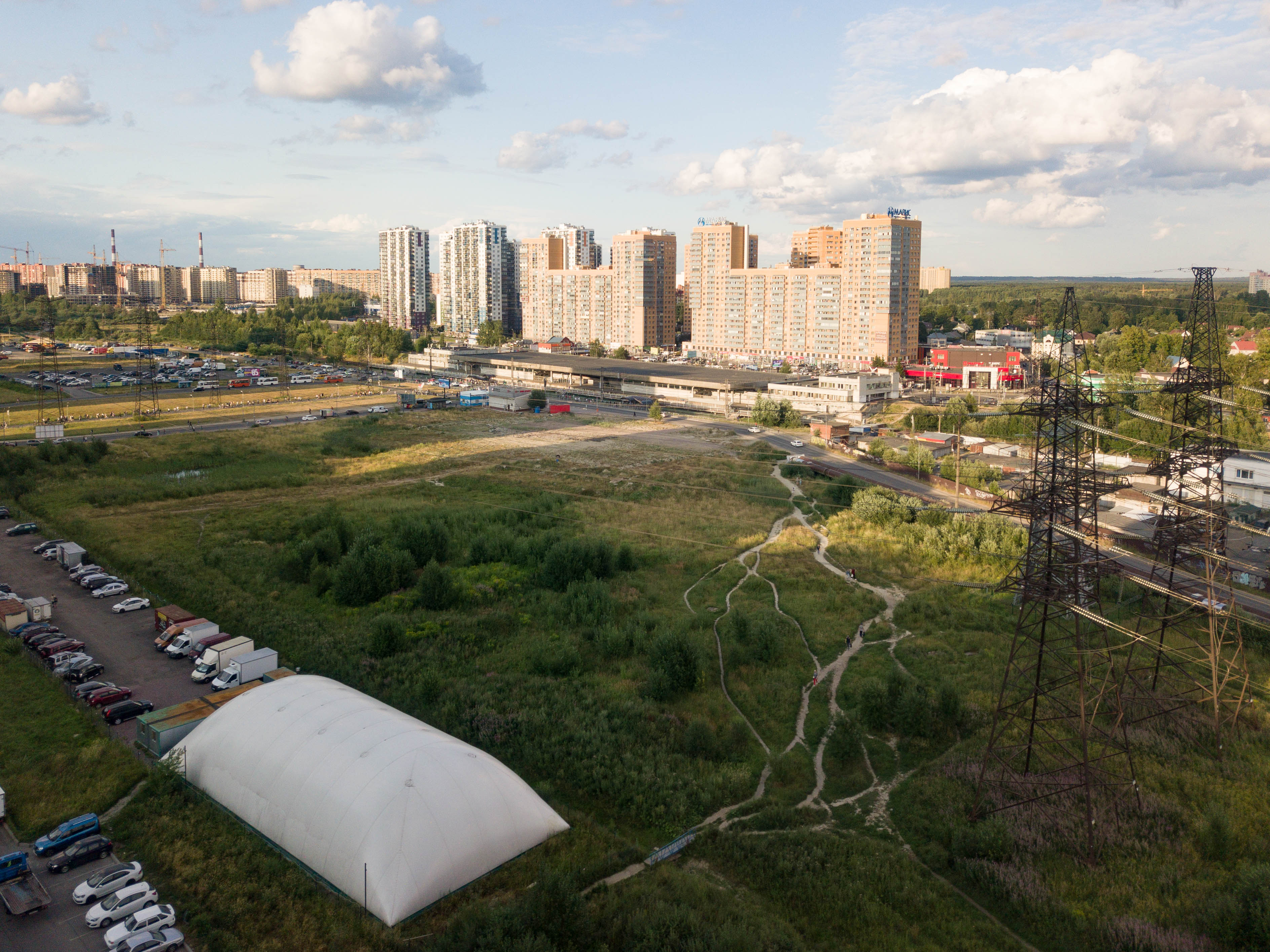
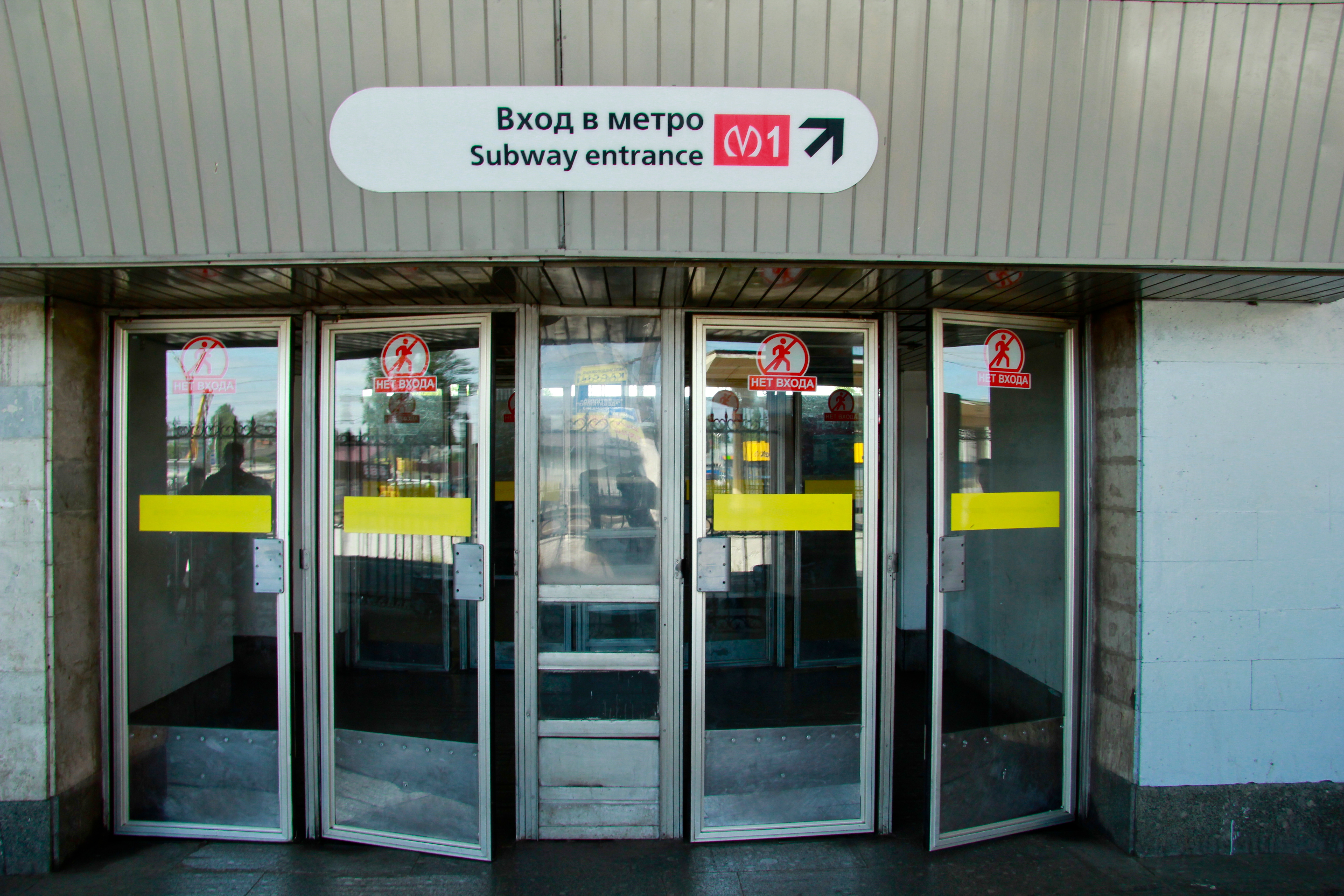
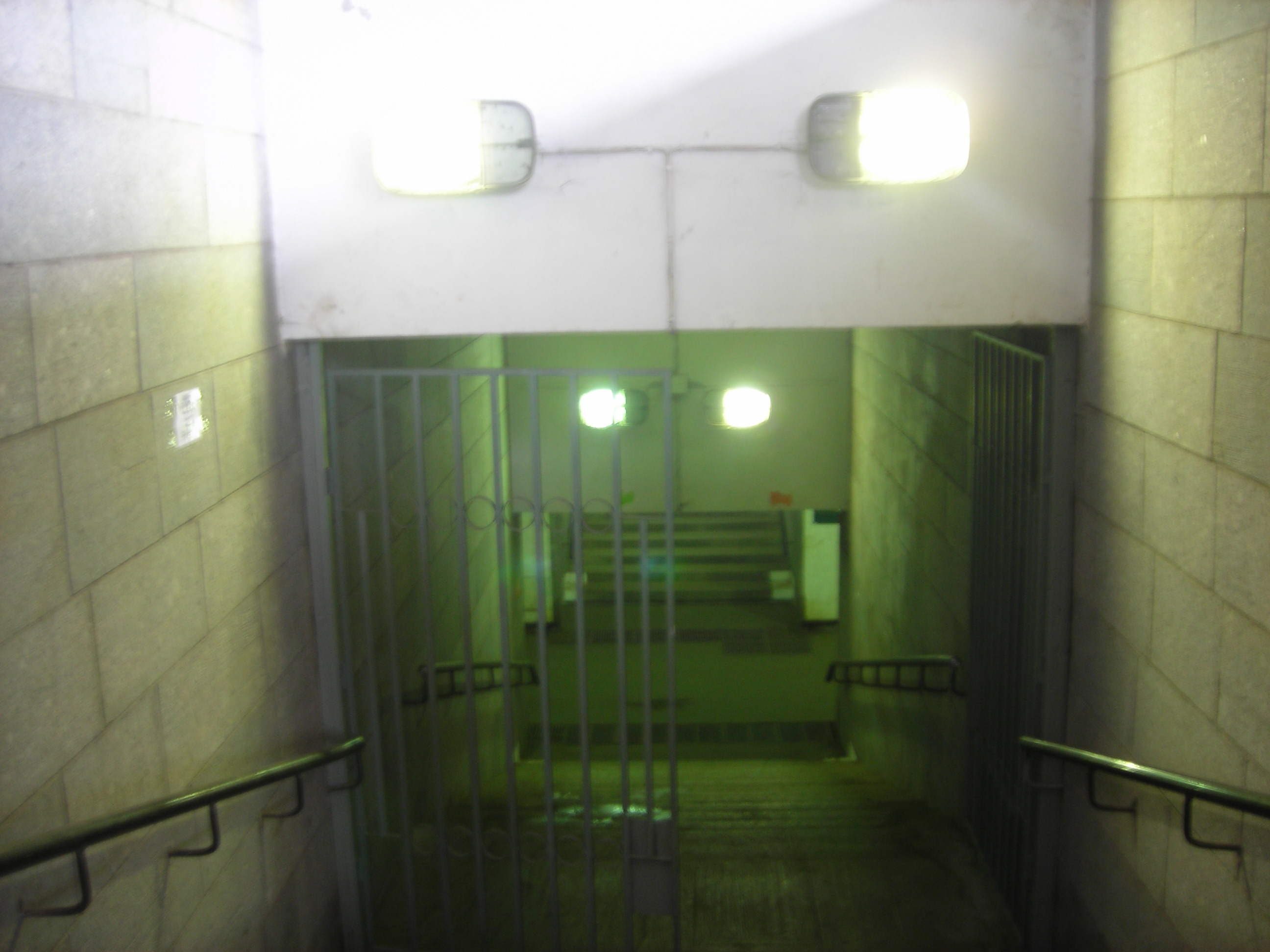

### Desserte
Deviatkino, terminus de la ligne est desservie par les rames de la ligne 1 du métro de Saint-Pétersbourg.

Installations et desserte
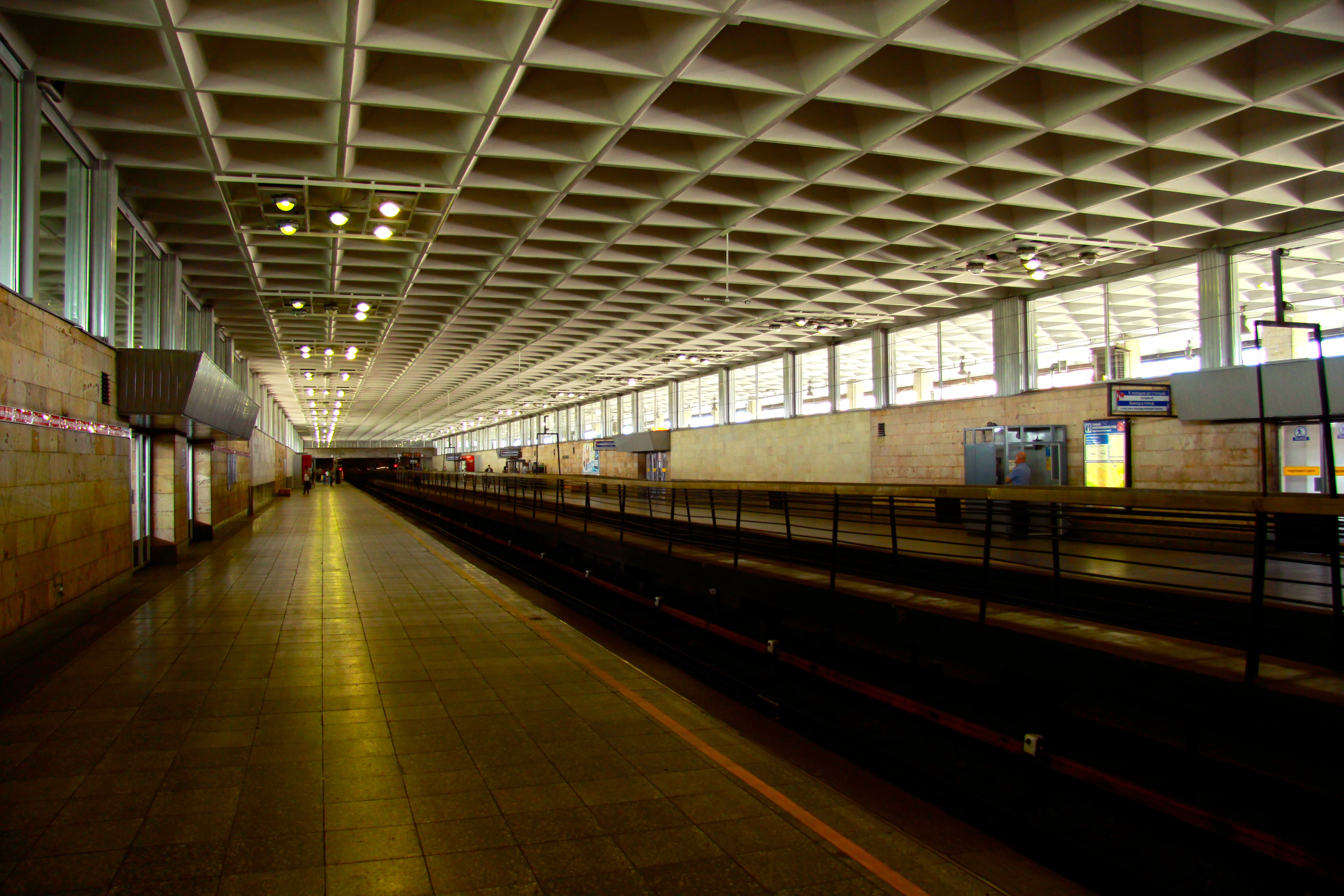
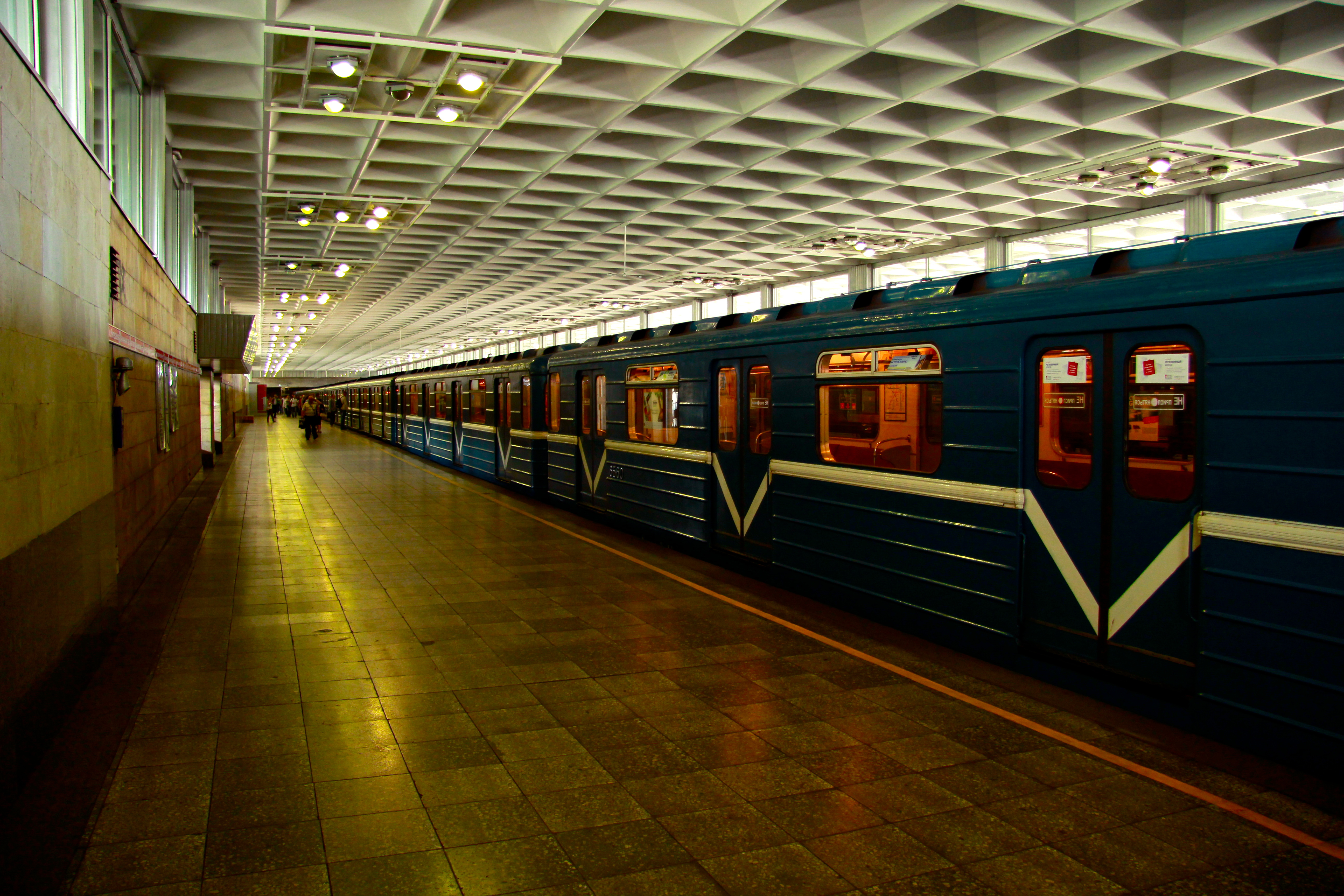
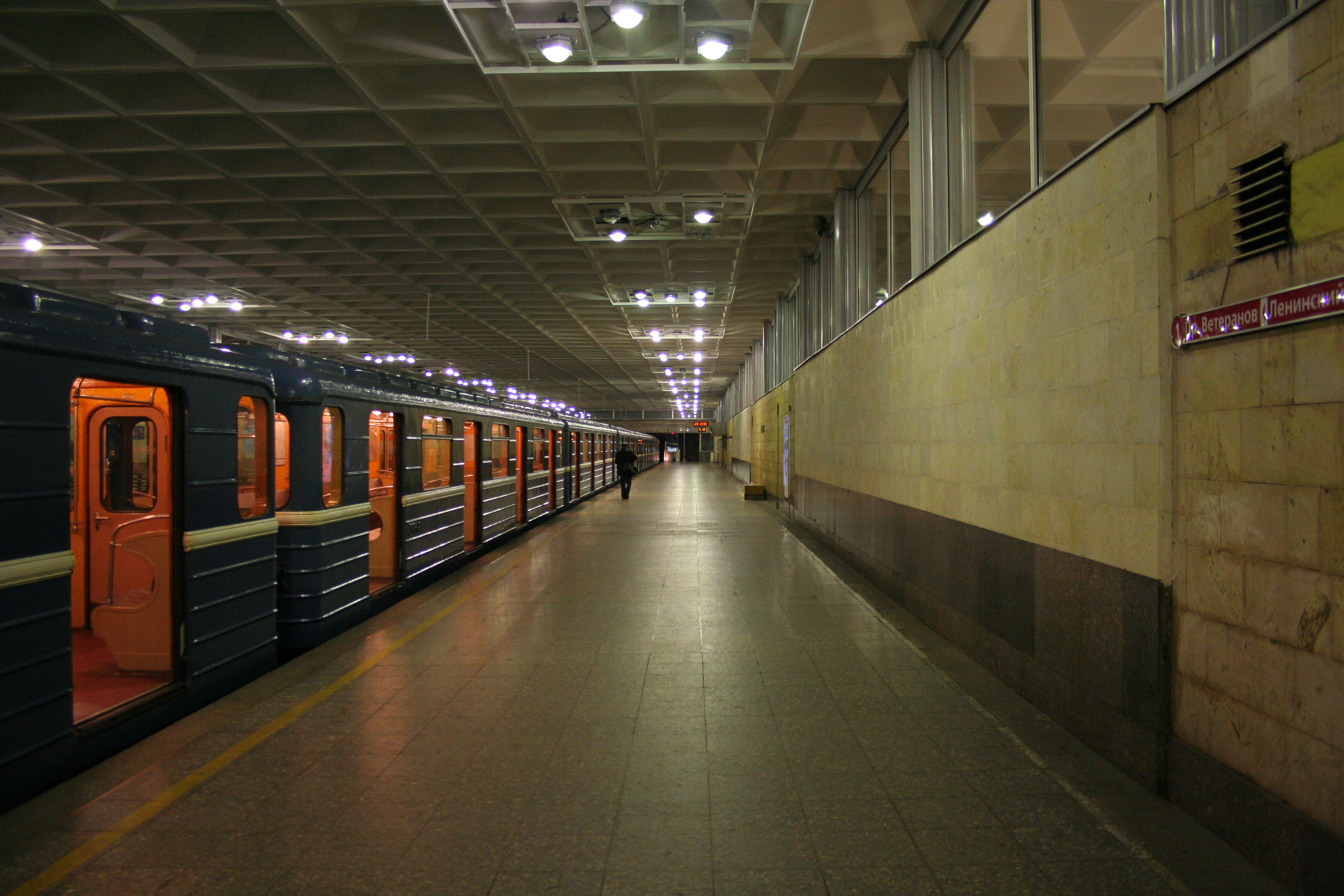

### Intermodalité
La station est en correspondance directe avec la gare de Deviatkino dont les voies et quais sont situés de part et d'autre des murs de la station du métro. Elle est desservie par les trains circulants sur la ligne de Saint-Pétersbourg à Khiïtola (ru). À proximité, des arrêts de bus sont desservis par de nombreuses lignes.